# Лъвът (статуя)
Статуята „Лъвът“ се намира в Пазарджик.
Статуята се намира сред зелена площ в центъра на Пазарджик, пред сградата на Държавен архив – Пазарджик.
Статуята „Лъвът“ е една от най-известните статуи на скулптура Величко Минеков.